# IC 2552
IC 2552 је елиптична галаксија у сазвјежђу Шмрк (Пумпа) која се налази на листи објеката дубоког неба у Индекс каталогу.
Деклинација објекта је - 34° 50' 40" а ректасцензија 10h 10m 46,1s. Привидна величина (магнитуда) објекта IC 2552 износи 12,2 а фотографска магнитуда 13,2. IC 2552 је још познат и под ознакама ESO 374-40, MCG -6-23-7, PGC 29637.